# Stockholm Syndrome
"Stockholm Syndrome" é uma canção do grupo britânico de rock alternativo Muse pertencente ao álbum Absolution. A música foi lançada como single em 14 de julho de 2003. A música apareceu também no DVD ao vivo da Absolution Tour e foi liberada para download no website do Muse. Um vídeo também aparece no CD single de "Time Is Running Out" e foi filmado com uma câmara termal. Um video clipe diferente foi filmado para o lançamento da música nos EUA.
Em março de 2005, a Q magazine colocou a "Stockholm Syndrome" na 44ª posição da lista das 100 melhores performances de guitarra.
Em concerto, a canção normalmente é acompanhada da música "Plug In Baby" já que as músicas são muito similares em timming. Um exemplo foi quando a banda se apresentou no estádio de Wembley pela segunda vez.
Em 8 de maio de 2008, a música foi liberada para downloads para o jogo Guitar Hero III: Legends of Rock. O título da canção não deixa de ser curioso para os fãs da banda. "Stockholm Syndrome" é o nome em inglês de Síndrome de Estocolmo, que é uma doença psicológica.

## Tabelas musicais
| Paradas (2003–2004)             | Peak position |
| ------------------------------- | ------------- |
| Alternative Airplay (Billboard) | 31            |

## Ligações Externas
- Letra de "Stockholm Syndrome"